# Oligoklas

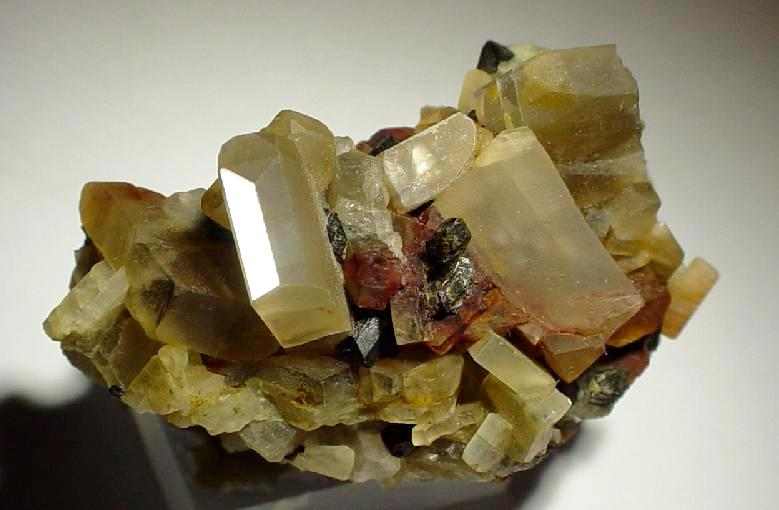
Oligoklas z lokality důl Pili, Sonora, Mexiko

Oligoklas je velmi běžný krystal ze skupiny plagioklasů.jako například albit nabo anortit. Patří tedy do skupiny sodno – vápenatých živců. Do roku 2009 jej Mezinárodní mineralogické asociace (International Mineralogical Association) ještě uváděla jako mezičlen (Intermediate member), ale není považován za samostatný minerální druh a v některých zdrojích je považován za odrůdu albitu.  Skládá se ze 70-90 % albitu a 10-30 % anortitu s chemickým složením (Na,Ca[(Si,Al)4O8]. Krystalizuje v triklonné krystalové soustavě a obvykle se nachází vrostlý do zrnitých minerálních agregátů. Vytváří sloupcové až tabulkové krystaly, častěji je kusový. Dvojčatí podle různých zákonů. Tvrdost: 6; specifická váha 2,64. s různými barvami od žluté po červenou, zelenou nebo je i vícebarevný v závislosti na cizích příměsích. Vyskytuje se v žulách, syenitech, dioritech, rulách, porfyrech, trachytech i andezitech.

## Etymologie
Název oligoklas vytvořil August Breithaupt v roce 1826 a skládá se z řeckých slov ὀλίγος oligos pro „málo“ a κλάω klas pro „rozbít“ nebo „rozdělit“, sloučeno tedy „málo štěpný“ nebo „méně snadné štěpení“. Název odkazuje na vlastnost štěpnosti, která je u oligoklasů méně výrazná než u jiných živců, zejména albitu.

## Varianty a modifikace

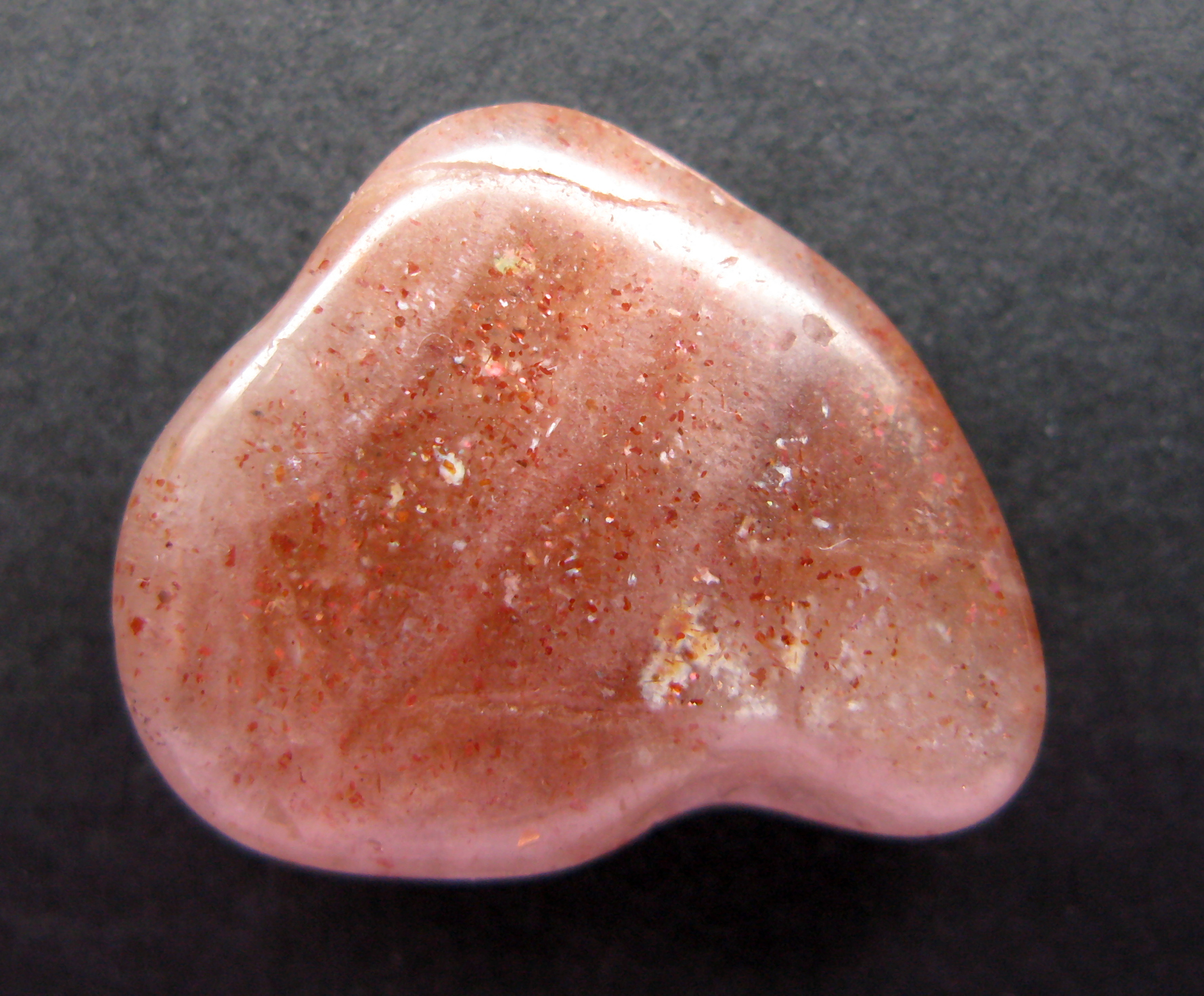
Přírodní sluneční kámen z Indie

Odrůda oligoklasu, aventurínový živec, nazývaný také sluneční kámen má červenohnědou barvu a silně se třpytí díky mikrokrystalickým příměsím hematitu a jiných oxidů železa. Často je zaměňován s aventurinovým křemenem a často je také napodobován umělým aventurinovým sklem.

## Vznik a naleziště
Oligoklas je typický horninotvorný smíšený krystal a tvoří se magmaticky v žule, syenitu, andezitu či pegmatitu nebo metamorfně v rule nebo migmatitu.
Hlavními nalezišti jsou Ontario v Kanadě, Oregon v USA, Arendal a Tvedestand v Norsku, Ural v Ruské federaci, Badajoz ve Španělsku a v Česku Vežná, Mohelno a Smrček na Moravě.

## Využití

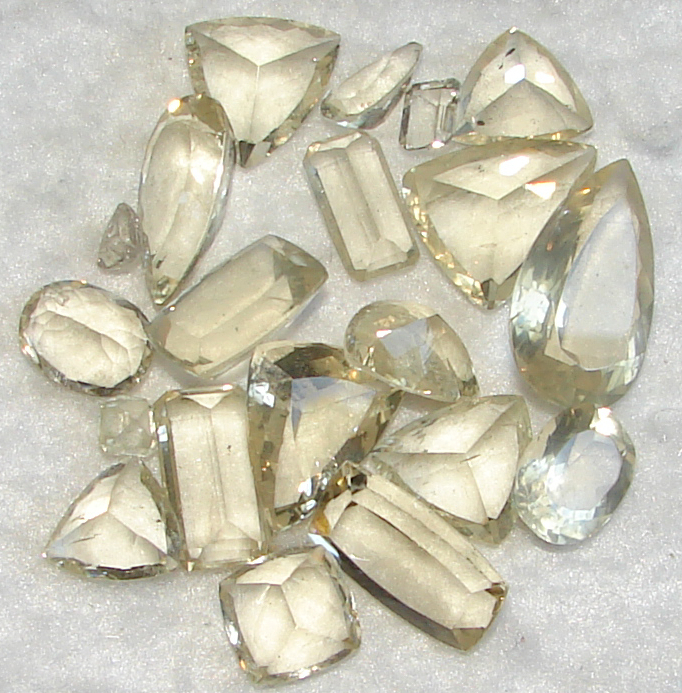
Oligoklas v různých formách vybroušení (Brasilie)

Bezbarvý oligoklas v kvalitě drahokamu se vyskytuje jen zřídka. Navíc je při uměleckém opracování v důsledku své štěpnosti citlivý na tlak a působení tepla. Pro sběratele je příležitostně nabízen v různých formách vybroušení.
Odrůda sluneční kámen se však na drahokamy umělecky opracovává. Například v Indii, Norsku, Jižní Africe a USA. Často je však nahrazována umělými napodobeninami
Nejznámější napodobeninou je tzv. „gold flow" (také zlatý kámen nebo aventurínové sklo). Do roztaveného skla se přidává měď nebo hematit v mikrokrystalické formě. Tento proces znali skláři v Benátkách již v 17. století. Po vychladnutí se skleněné úlomky brousí do různých tvarů nebo se opracovávají tromlováním na drahokamy.